# Públio Cornélio Lêntulo Marcelino
Públio Cornélio Lêntulo Marcelino (em latim: Publius Cornelius Lentulus Marcellinus) foi senador romano da gente Cornélia que foi eleito cônsul em 18 a.C. com Cneu Cornélio Lêntulo.

## História
Muito do que se sabe sobre a ancestralidade e a carreira de Cornélio Lêntulo Marcelino é incerto e se baseia em suposições. Postula-se, por exemplo, que ele possa ter sido filho de Públio Cornélio Lêntulo Marcelino, questor em 75 a.C.. Acredita-se também que ele possa ter sido triúnviro monetário em 50 a.C. e questor dois anos depois. Neste período, Marcelino comandou uma parte da defesa de Dirráquio em nome de Júlio César quando a cidade foi atacada por Pompeu, sofrendo pesadas perdas. Ronald Syme defende que Marcelino provavelmente era filho do questor 48 a.C. e neto do cônsul em 56 a.C., Cneu Cornélio Lêntulo Marcelino.
Depois disto, postula-se que Marcelino tenha sido eleito pretor em 29 a.C., apesar de haver alguma dúvida sobre isto principalmente por causa do longo intervalo de tempo entre este pretorado e seu posterior consulado. Em 18 a.C., Marcelino foi eleito cônsul com Cneu Cornélio Lêntulo. Durante seu mandato, o Senado e a Assembleia da plebe concederam novamente ao imperador Augusto sua autoridade extraordinária promagisterial e seu poder tribunício.
Finalmente, é possível que Marcelino tenha sido mais tarde nomeado legado imperial na província romana da Panônia nos primeiros anos do século I d.C..